# Hedvig Boivie
Hedvig Amalia Boivie, född 12 december 1864 i Stockholm, död 27 februari 1923, var en svensk musiker och musikforskare.

## Biografi
Hedvig Boivie föddes 12 december 1864 i Stockholm. Hon växte upp vid Jakobs kyrkogata där musik var en stor del av uppväxten. Boivies syskon spelade alla olika instrument och hon själv spelade cello. Hon sjöng även och hade en ljus sopranröst.
Hon blev 1898 amanuens vid Nordiska museet i Stockholm och fick anställning vid räkenskapskontoret på Skansen. Där fick hon i uppdrag att i den nya museibyggnaden vid Lejonslätten ordna samlingen av musikinstrument. Hon katalogiserade, beskrev och valde vilka instrument som skulle ställas ut. Musikavdelningen stod färdig vid återöppnandet av Nordiska museet den 8 juni 1907. Under arbetets gjorde hon efterforskningar på instrumentbyggare i Sverige. Hon var även biträdande bibliotekarie och hade hand om museets fotografisamling. Boivie avled 27 februari 1923 efter några månaders sjukdom.